# Jochen Koenigsmann
Jochen Koenigsmann é um matemático alemão.
Koenigsmann obteve um doutorado em 1993 na Universidade de Constança, orientado por Alexander Prestel, com a tese Half-ordered fields. Após obter a habilitação em Constança foi docente privado em Constança e na Universidade de Freiburgo, atualmente lecturer na Universidade de Oxford, onde é tutorial fellow no Lady Margaret Hall.
Foi palestrante convidado do Congresso Internacional de Matemáticos no Rio de Janeiro (2018).

## Publicações selecionadas
- Defining Z in Q, Annals of Mathematics, Volume 183, 2016, p. 73–93, Arxiv
- On the 'Section Conjecture' in anabelian geometry, Journal fur die reine und angewandte Mathematik (Crelles Journal), Volume 588, 2005, p. 221–235, Arxiv
- Solvable absolute Galois groups are metabelian, Inventiones mathematicae, Volume 144, 2001, p. 1–22
- From p-rigid elements to valuations (with a Galois-characterization of p-adic fields), Journal für die reine und angewandte Mathematik, Volume 465, 1995, p. 165–182
- Undecidability in number theory, Model theory in Algebra, Analysis and Arithmetic, Volume 2111, 2014, p. 159–195, Arxiv
- Relatively projective groups as absolute Galois groups, Israel J. Math., Volume 127, 2002, p. 93–129, Arxiv
- Elementary characterization of fields by their absolute Galois groups, Sibirian Advances in Mathematics, Volume 14, 2004, p. 1–26
- Projective extensions of fields, J. London Math. Soc., Volume 73, 2006, p. 639–656
- A Galois codes for valuations, 2004, ps